# فرودگاه برمپتن
فرودگاه برمپتن (به انگلیسی: Brampton Airport) یک فرودگاه همگانی است که یک باند فرود آسفالت و چمن دارد و طول باند آن ۱۰۶۷ متر است. این فرودگاه در کشور کانادا قرار دارد و در ارتفاع ۲۸۵ متری از سطح دریا واقع شده‌است.